# Curling-Weltmeisterschaft der Herren 1969
Die Curling-Weltmeisterschaft der Herren 1969 (offiziell: Air Canada Silver Broom 1969) war die 11. Austragung (inklusive Scotch Cup) der Welttitelkämpfe im Curling der Herren. Sie wurde vom 18. bis 22. März des Jahres in der schottischen Stadt Perth im Perth Ice Rink veranstaltet.
Die Curling-Weltmeisterschaft der Herren wurde in einem Rundenturnier (Round Robin) zwischen den Mannschaften aus Schottland, Kanada, den Vereinigten Staaten, der Bundesrepublik Deutschland, Schweden, Norwegen, Frankreich und der Schweiz ausgespielt. Die Spiele wurden auf zwölf Ends angesetzt.
Im Finale stellten sich die Vereinigten Staaten dem Rekordweltmeister Kanada, um deren Dominanz zu durchbrechen. Die USA unterlagen aber mit dem Endergebnis von 6:9.

## Teilnehmende Nationen
| BR Deutschland                                                                                                  | Frankreich | Kanada | Norwegen |
| --- | --- | --- | --- |
| EC Bad Tölz, Bad Tölz Skip: Werner Fischer-Weppler Third: Herbert Kellner Second: Rolf Klug Lead: Heinz Kellner | Mont d’Arbois CC, Megève Skip: Pierre Boan Third: André Mabboux Second: Yves Vallet Lead: Richard Duvillard                 | Calgary CC, Calgary, AB Skip: Ron Northcott Third: Dave Gerlach Second: Bernie Sparkes Lead: Fred Storey              | Bygdøy CC, Oslo Skip: Erik Gylenhammar Third: Sverre Michelsen Second: Nils Anton Riise-Hanssen Lead: Kai Dyvik        |
| Schottland | Schweden | Schweiz | Vereinigte Staaten |
| St. Martins CC, Perth Skip: Bill Muirhead Third: George Haggart Second: Derek Scott Lead: Alec Young            | Djursholms CK, Stockholm Skip: Kjell Oscarius Third: Bengt Oscarius Second: Claes-Göran "Boa" Carlman Lead: Christer Wessel | Bern-Zähringer CC, Bern Skip: Heinz Beutler Third: Mario Bettosini Second: Jean-Pierre Mühlemann Lead: Kurt Schneider | Superior CC, Superior, WI Skip: Raymond "Bud" Somerville Third: Bill Strum Second: Franklin Bradshaw Lead: Gene Ovesen |

## Tabelle der Round Robin
| Schlüssel | Schlüssel                      |
| --------- | ------------------------------ |
|           | Qualifiziert für die Play-offs |

| Platz | Team               | Spiele | Siege | Ndlg. |
| ----- | ------------------ | ------ | ----- | ----- |
| 1.    | Kanada             | 7      | 7     | 0     |
| 2.    | Vereinigte Staaten | 7      | 6     | 1     |
| 3.    | Schottland         | 7      | 5     | 2     |
| 4.    | Schweden           | 7      | 4     | 3     |
| 5.    | Schweiz            | 7      | 2     | 5     |
| 6.    | BR Deutschland     | 7      | 2     | 5     |
| 7.    | Frankreich         | 7      | 2     | 5     |
| 8.    | Norwegen           | 7      | 0     | 7     |

## Ergebnisse der Round Robin

### Runde 1
| BR Deutschland | Frankreich |
| 14             | 11         |

| Schweiz | Norwegen |
| 11      | 5        |

| Kanada | Schweden |
| 11     | 6        |

| Schottland | Vereinigte Staaten |
| 11         | 4                  |

### Runde 2
| Schottland | Frankreich |
| 14         | 8          |

| Kanada | BR Deutschland |
| 22     | 5              |

| Vereinigte Staaten | Norwegen |
| 13                 | 6        |

| Schweiz | Schweden |
| 10      | 8        |

### Runde 3
| Frankreich | Schweden |
| 9          | 8        |

| Vereinigte Staaten | BR Deutschland |
| 21                 | 1              |

| Schottland | Schweiz |
| 12         | 5       |

| Kanada | Norwegen |
| 28     | 2        |

### Runde 4
| Schottland | BR Deutschland |
| 14         | 5              |

| Schweden | Norwegen |
| 11       | 2        |

| Kanada | Schweiz |
| 9      | 6       |

| Vereinigte Staaten | Frankreich |
| 12                 | 3          |

### Runde 5
| Vereinigte Staaten | Kanada |
| 12                 | 10     |

| BR Deutschland | Schweiz |
| 11             | 7       |

| Schweden | Schottland |
| 10       | 7          |

| Frankreich | Norwegen |
| 14         | 7        |

### Runde 6
| Kanada | Frankreich |
| 9      | 4          |

| Schweden | BR Deutschland |
| 12       | 3              |

| Schottland | Norwegen |
| 15         | 4        |

| Vereinigte Staaten | Schweiz |
| 15                 | 3       |

### Runde 7
| Norwegen | BR Deutschland |
| 13       | 11             |

| Schweden | Vereinigte Staaten |
| 9        | 8                  |

| Kanada | Schottland |
| 9      | 8          |

| Schweiz | Frankreich |
| 7       | 5          |

## Play-off

### Turnierbaum
|  | Halbfinale | Halbfinale         | Halbfinale |  |  | Finale | Finale     | Finale |
|  |            |                    |            |  |  |        |            |        |
|  | 2          | Vereinigte Staaten | 7          |  |  |        |            |        |
|  | 3          | Schottland         | 5          |  |  | 1      | Kanada     | 9      |
|  |            |                    |            |  |  | 1      | Schottland | 6      |

### Halbfinale
| Vereinigte Staaten | Schottland |
| 7                  | 5          |

### Finale
| Kanada | Vereinigte Staaten |
| 9      | 6                  |

## Endstand
| Platz | Land               |
| ----- | ------------------ |
| 1     | Kanada             |
| 2     | Vereinigte Staaten |
| 3     | Schottland         |
| 4     | Schweden           |
| 5     | Schweiz            |
| 6     | BR Deutschland     |
| 7     | Frankreich         |
| 8     | Norwegen           |